# نفط رملي

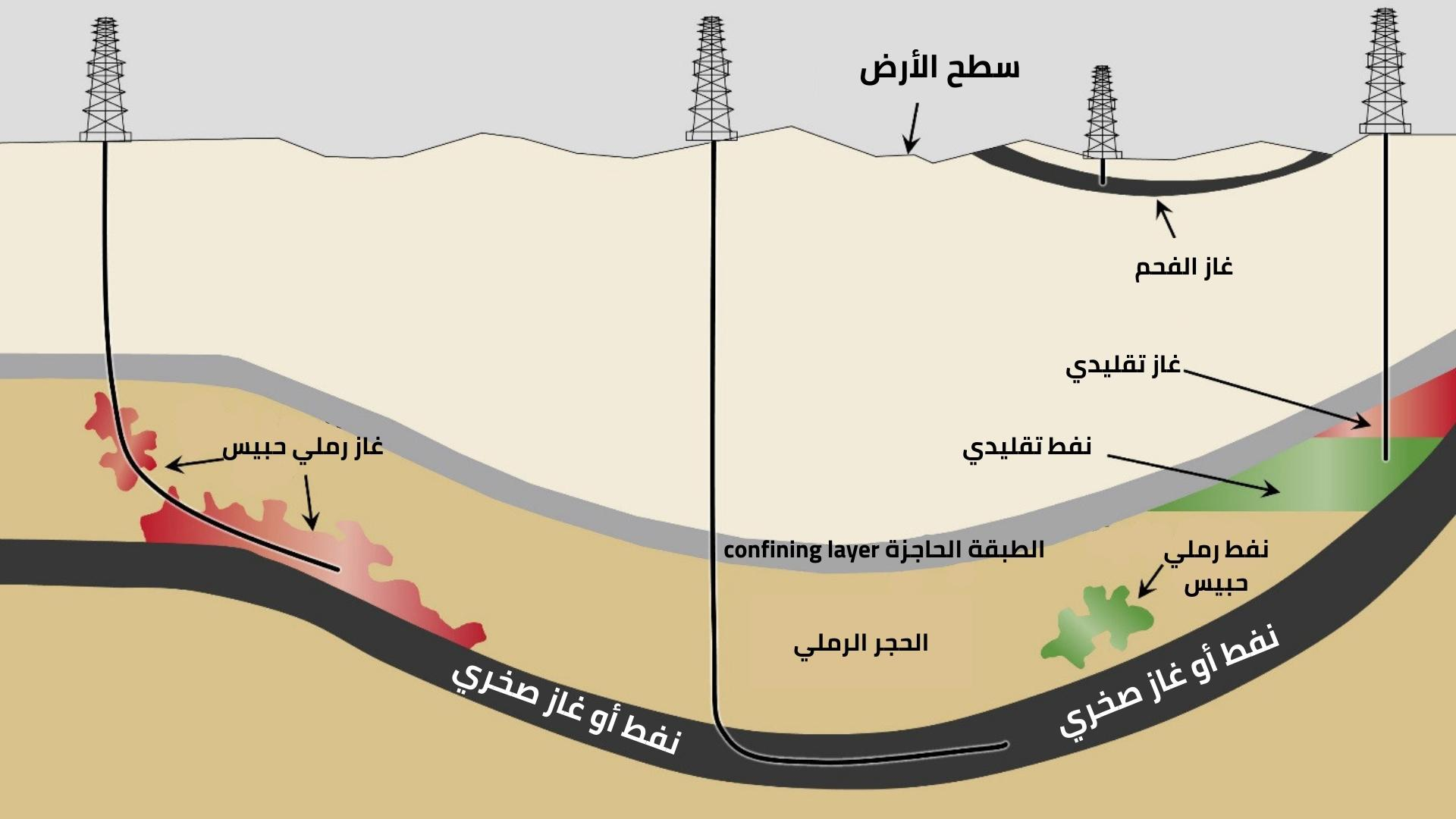
هذه الشريحة تعرض مكامن النفط الرملي

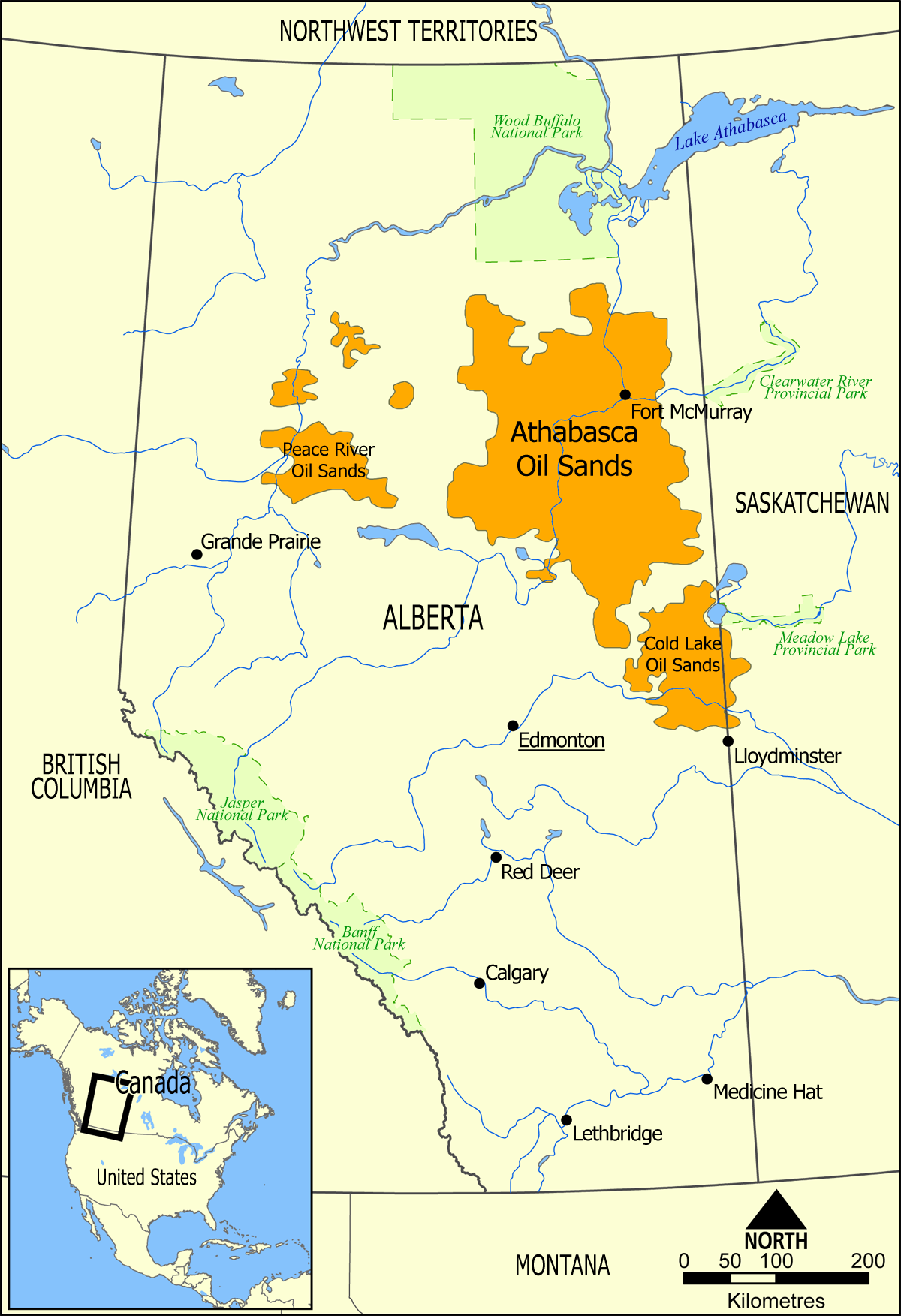
خارطة منطقة النفط الرملي في أتاباسكا

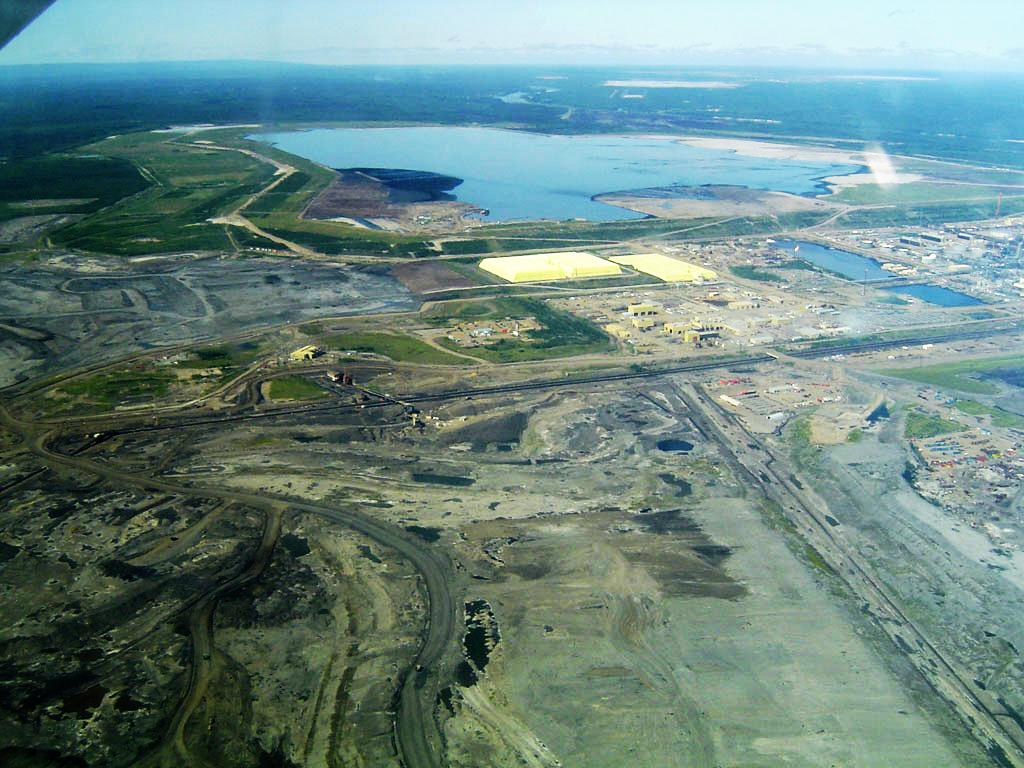
عمليات استخراج من النفط الرملي قرب فورت ماكموراي - ألبرتا - كندا.

النفط الرملي أو الرمال النفطية أو الرمال القطرانية (ملاحظة 1) هو نوع من ترسبات البتومين. وهو مزيج طبيعي من الرمال أو الطين والمياه ونوع كثيف ولزج من النفط يعرف بالبتومين. وهو موجود في أماكن مختلفة من العالم إلا أنه موجود بكميات تجارية ضخمة في كندا وفنزويلا.
يعّرَف النفط الرملي بأنه غير معتاد أو خام «بتوميت» للتفريق بينه وبين النفط الخام الطبيعي المستخرج من الآبار النفطية. وأصبح يُعد في الفترة الأخيرة من احتياطي النفط العالمي نظرا لارتفاع أسعار النفط وتدني كلفة استخراجه وتكريره باستعمال تقنيات جديدة مما جعله مربحا تجارياً.

## الاحتياطي

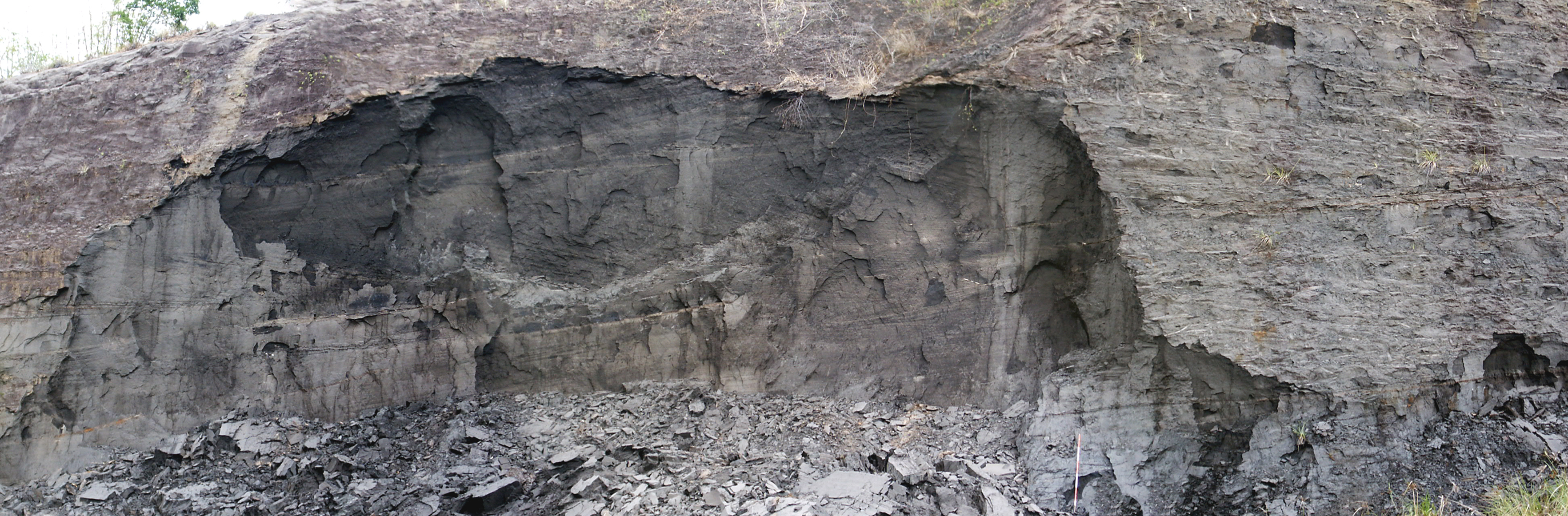
رمال النفط في محجر ستولماير: مثال على موارد النفط الرملي في ترينيداد والتأثير العالمي للاحتياطيات الضخمة

هناك العديد من دول العالم لديها مخزونات ضخمة من النفط الرملي مثل الولايات المتحدة الأميركية وروسيا والعديد من بلاد الشرق الأوسط. لكن المخزون الأكبر موجود في بلدين هما كندا وفنزويلا. ومخزونهما معاً يساوي كل مخزون العالم من النفط الخام. وفي عام 2007، ارتفع نسبة إنتاج كندا من النفط الرملي إلى 44% من مجموع الناتج النفطي الكلي وانخفضت نسبة إنتاج النفط الخام إلى 38%. وبسبب هذا الارتفاع، أصبحت كندا المصدر الرئيسي للولايات المتحدة الأميركية متخطية بذلك المملكة العربية السعودية والمكسيك. والإنتاج الفنزويلي مرتفع أيضاً إلا أنه لا يوجد أي معلومات موثقة حوله.
ويمكن تقدير النفط الرملي بحوالي ثلثي المخزون النفطي العالمي. ويقدر احتياطي نفط أتاباسكا الكندي بحوالي 1700 مليار برميل أو 270×109 متر مكعب والنفط الفنزويلي الثقيل بحوالي 235 مليار برميل أي 37×109 متر مكعب. وبينهما يصبح الاحتياطي 3.6 تريليون برميل، بينما احتياط النفط الطبيعي الخام هو 1.75 تريليون برميل معظمه في الشرق الأوسط بالأخص في المملكة العربية السعودية.

## تاريخ النفط الرملي
استعمل النفط الرملي منذ أقدم العصور وخاصة في بلاد ما بين النهرين ومن قبل سكان كندا الأصليين. وفي القرن الثامن عشر ميلادي، كان يستخرج بكميات كبيرة في منطقة بوخلبرون بمقاطعة الإلساز الفرنسية باستعمال طرق الفصل بواسطة البخار.
في القرن التاسع عشر، سمي رمل البيتون خطاءً بالرمل الزفتي إذ أن تكوين الزفت مختلف عن ترسبات البتومينية الذي هو أقرب للاسفلت بشكل أكبر.

## الإنتاج
رمال البتومين هي مصدر أساسي للنفط غير الاعتيادي، أي نفط الأبار الخام. يستخرج نفط الأبار في العادة عن طريق الحفر في الأرض إلى المستوى الذي يجعل تدفق النفط بنتيجة ضغط الغازات الطبيعية. وفي بعض الحالات، يستعمل الضغط الاصطناعي (اما بواسطة ضخ المياه أو الغاز) للتأكد من ثبات اندفاع النفط.
أما في حالة البيتومين، فإن استخراج نفطه يتم بطرق مختلفة. وكل الطرق المتبعة لاستخراج النفط البتوميني تتطلب كميات حرارية وضغط مياه عالية بالمقارنة مع النفط الارتوازي. وومن أهم الطرق لاستخراج النفط الرملي هي:

### بواسطة قشط السطح

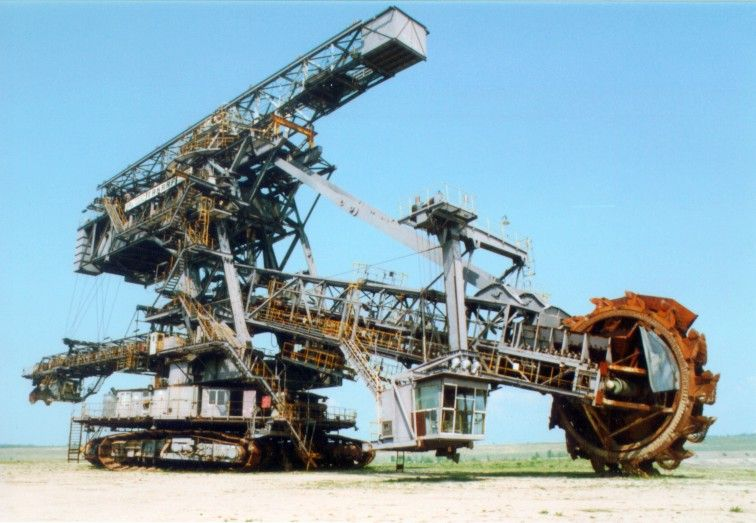
ماكنة القشط الدلوي

أو مايعرف بالـ strip mining  بحيث تقوم الأت ضخمة تدعى ماكينات القشط الدلوي بقشط الطبقات العليا من الرمال وارسالها لاستخراج النفط

### استخراج موضعي
أو مايعرف بالـ In sit u والذي يعتمد على تخفيف لزوجة النفط البتوميني عن طريق ضخ بخار الماء ومخلوط كيماويات بضغط عالي في الرمال مما يجعل النفط يندفع إلى السطح بسهولة.
وتستهلك طريقة الاستخراج هذه طاقة عالية، كما تسبب في تلوث البيئة. وقد تأثرت في كندا مساحة 50 كيلومتر مربع من تبعات الاستخراج حيث أصبحت مستنقعا من الماء ومخلفات استخراج النفط من الرمل والكيماويات. في تلك المنطقة تقوم المدافع بإطلاق أعيرتها بين الحين والآخر وذلك لإبعاد الطيور عن تلك المنطقة الملوثة.

## النقل والتكرير
النفط الخام المستخرج من هذه الترسبات هو نفط ثقيل وذو لزوجة عالية ولا يمكن نقله بأنابيب النفط الاعتيادية ومكلف لتحويله إلى مشتقات نفطية تجارية مثل البنزين والمازوت. لذلك يتم تحويله في الموقع إلى نفط صناعي بوسطة معدات تطوير أو إلى مشتقات نفطية بواسطة المصافي.

## الأضرار البيئية
مثل كل مشارع التنقيب، صناعة النفط الرملي تؤثر على الأرض عند استخراجه وعلى المياه في مرحلة فصله وعلى الجو بسبب غازات ثاني أوكسيد الكربون المنبعثة من كل العمليات ومن عملية استخدام المنتجات المشتقة منه.

### الجو
النتائج التي تنشرها مؤسسة وودبفالو للبيئة ، تظهر تحسن في ملوثات الجو الخمسة وهي: احادي أوكسيد الكربون، ثاني نترات الاوكسيد، الأوزون، الجزيئات الصغيرة وثاني أوكسيد الكبريت.. ويلاحظ هنا أن ثاني أوكسيد الكربون لا يدخل في التحليل. والأدلة تشير إلى زيادة كمية ثاني أوكسيد الكبريت حول مدينة فورت ماكموراي بخاصة في أماكن توجد معدات تطوير البيتومين.
في عام 2007، وجهت حكومة ألبرتا أمر حماية بيئي إلى شركة صنكور للطاقة بسبب تخطي انبعاث غاز ثاني أوكسيد الكبريت عن المستويات المسموح بها.

### الأرض
بشكل عام، يتطلب استخراج النفط الرملي القضاء على مساحات شاسعة من الاشجار وعلى البيئة البيولوجية المتواجدة على سطح الأرض من تربة وأحياء. وبالإضافة، هناك قانون في ألبرتا يشترط إعادة استصلاح الأراضي في كل عقد استثمار. وبناء عليه، فان الشركات المستثمرة تؤكد على إعادة تشجير المناطق المستخدمة على المدى البعيد. إلا أن الإحصآت تدل على أن 65كم مربع هي في مرحلة الاستصلاح من أصل 420كلم مربع من الأراضي المدمرة.
في أذار 2008، أصدرت حكومة ألبرتا أول شهادة استصلاح أراضي لشركة سنكرود كندا لاستصلاحها مساحة 104 هكتارات في منطقة تلة غايتواي شمال فورت ماكموراي.

### المياه
في حالة استخراج النفط في الموقع (انسيتو) فإن إنتاج وحدة من النفط الخام يحتاج بين 2 و 4 وحدات من المياه. وبالرغم من إعادة تدوير المياه، ينتهي معظم المياه في برك المستخرجات والتي هي بالعادة ملوثة. أما في طريقة التزريب الجاذبي بواسط البخار Steam Assisted Gravity Drainage فإن أكثر من 90 بالمئة يعاد تدويرها ونسبة استعمال المياه هي 0,2 وحدة لكل وحدة إنتاج نفطية
نهر أتاباسكا هو المصدر الأساسي لمياه النفط الرملي في شمال ألبرتا. والكمية المسموح استعمالها في عملية إنتاج النفط هي 1,8 بالمئة من منسوبه بينما الاستعمال الفعلي فهو 0,4 بالمئة.

### تغيير الطقس
يبث إنتاج النفط الرملي كمية غازات أكثر من نفط الأبار ممايؤثر على الانحباس الحراري. فان انتج برميل واحد من النفط الرملي يبعث 75 كلغ من غازات التسببة بالنحباس الحراري. الا انبعاث هذه الغازات في البرتا انخفضت في الاعوام الماضية بمعدل 26% الا انها مرشحة للارتفاع بسبب زيادة الإنتاج

### هموم بيئية
بسبب اخطاره على البيئة، يعارض المدافعون عن البيئة مثل «السلام الأخضر» هذه الصناعة، لافتين إلى أن عمليات استخراج النفط الرملي تفسد التربة وتدمر الغابات وتبعث بغازات مضرة بالجو.
كما يسبب استخراج ومعالجة النفط الرملي استهلاك وتلوث كميات هائلة من المياه لا يمكن إعادتها لدورة الماء الطبيعية، إلا أن الأثر الإجمالي مقارنة بالاستخدامات الأخرى ومصادر الطاقة الأخرى قد لا يكن سلبيا بالضرورة، ويمكن استعمال ماء مسوس بدل الماء العذب.